# Mab (måne)
Mab är en av Uranus månar. Den upptäcktes 25 augusti 2003 av Mark R. Showalter och Jack J. Lissauer. Satelliten fick den tillfälliga beteckningen S/2003 U 1 och också numreringen Uranus XXVI.
Mab har sin omloppsbana på samma avstånd från Uranus, som Uranus ring μ, tidigare benämnd R/2003 U 1).

Mab är uppkallad efter drottning Mab, en fedrottning från engelska sagor, som är omnämnd i William Shakespeares pjäs Romeo och Julia.